# 검은수염의 유령
검은수염의 유령(Blackbeard's Ghost)은 미국에서 제작된 로버트 스티븐슨 감독의 1968년 코미디, 가족, 판타지 영화이다. 피터 유스티노프 등이 주연으로 출연하였다.

## 줄거리
가상의 동해안 마을 거돌핀에 거돌핀 칼리지 육상 코치가 된 스티브가 도착한다. 스티브가 머무는 여관 블랙비어즈 인은 해안에 좌초한 에드워드 "블랙비어드" 티치의 해적선 목재로 만들어졌으며, 현재는 해적선 선원들의 후손인 노부인들이 운영 중이다. 그러나 담보 대출금을 상환하지 못하면 그 자리에 카지노를 세우려고 하는 지역 조폭 두목 실키에게 부지를 빼앗길 운명이다.
여관을 위한 자선 경매 입찰 경쟁에서 스티브는 블랙비어드의 열 번째 아내이며 마녀라는 소문이 있는 앨디사가 소유했던 골동품 침대 다리미(bed warmer)를 획득한다. 스티브는 나무 손잡이 내부 빈 공간에서 마법 서적을 발견하고 여흥으로 "고성소에 갇힌 자의 모습이 보이고 목소리가 들리게 해달라"는 주문을 소리내 읽었다가 블랙비어드의 유령을 소환해버린다. 앨디사는 블랙비어드의 혼이 선행을 완수할 때까지 고성소에 묶여있도록 저주를 걸어놓았으며, 스티브는 주문 때문에 블랙비어드와 강제로 붙어다니게 된다.
무절제한 블랙비어드가 차를 해적선마냥 몰아대다가 경찰 모터사이클을 나무에 처박는 바람에 스티브는 하루 철창 신세를 지고 큰 육상 대회에서 우승하지 못하면 코치직에서 쫓겨날 위기에 처한다. 블랙비어드는 여관 담보 대출 상환금 일부를 훔쳐 스티브의 육상팀에 건 뒤 유령의 힘을 이용해 우승으로 이끌고 도박 우승금으로 담보 대출금을 완납한다. 저주에서 풀린 블랙비어드는 작별 인사를 받으며 동료들과 재회하기 위해 사라진다.

## 출연

### 주연
- 피터 유스티노프 - 에드워드 티치 역
- 딘 존스 - 스티브 워커 역
- 수잰 플러솃 - 조 앤 베이커, 거돌핀 칼리지 교수 역

### 조연
- 엘자 랜체스터 - 에밀리 스토크로프트 역
- 조비 베이커 - 실키 시모어 역
- 엘리엇 리드 - 방송 해설자 역
- 조지 머독 - 국장 역
- 길 램 - 종업원 역
- 테드 마클런드 - 찰스 역
- 루 노바 - 리언 역
- 찰리 브릴 - 에드워드 역
- 허브 바이그런 - 대니 올리 역
- 베티 브론슨 - 노부인 역